# Europeada 2008
Navigation
Allemagne 2012

Suisse.

Le tournoi Europeada 2008 est la première édition de la Coupe d'Europe de football des minorités linguistiques et des nations sans État,,. 
Il s'agit d'un tournoi international de football créé et subventionné par l'UFCE une organisation non gouvernementale (ONG) qui  soutenue par le Conseil de l'Europe et l'Organisation des Nations unies.
Ce premier tournoi se déroule en Suisse dans le District de Surselva.
L'Europeade se dispute aux même dates que le Championnat d'Europe de football 2008 organisé par l'UEFA.
Le premier vainqueur de l'Europeade est l'équipe du Tyrol du Sud vainqueur 1 à 0 de la finale disputée contre les Croates de Serbie,.

## Histoire
La première édition de l'Europeada 2008 est issue d'un concours organisé par la société de marketing Suisse de Tourisme, Disentis Sedrun et par l'International Culture Forum Disentis. Ce concours est soutenu par des organisations telles que l'UFCE, organisation non gouvernementale (ONG) soutenue par le Conseil de l'Europe et l'Organisation des Nations unies.

### Particularité
La Suisse comporte quatre régions culturelles et linguistiques, et possède quatre langues nationales : l'allemand, le français, l'italien et le romanche.

### Organisation
Le but de l'événement était d'attirer l'attention sur les minorités linguistiques en Europe. L'événement est organisé sous le patronage du gouvernement des Grisons, de nombreux soutiens ont été envoyés par des célébrités du sport et de la politique Suisse comme par  exemple, l'ancien conseiller fédéral Adolf Ogi et le président de l'Association suisse de football Ralph Zloczower. Le budget du tournoi pour les minorités linguistiques européennes était 250.000 francs suisse.
Les matchs ont été joués selon les règles de la FIFA. Cependant, la compétition est inspirée des compétitions de l'UEFA.
L'organisation prévoit également une journée de musique et de folklore permettant l'échange culturel entre les peuples.
Sept villages du district de Surselva (Sedrun, Disentis / Muster, Trun, Tavanasa, Ilanz, Schluein, Laax et Vella), deux du district d'Imboden (Trin et Domat / Ems) et un du district de Plessur (Chur), sont choisis pour l’organisation des matchs. Ils logeront également les équipes dans leurs hôtels. Une équipe de onze membres de l'armée suisse organise tous les services de transport entre les différents lieux.

### Format
Les groupes ont été établis le 13 février 2008 dans un hôtel de Zurich en présence du Président du Sénat Christoffel Brändli.
Initialement, cinq groupes préliminaires étaient prévus, les premières équipes classées et les trois meilleurs deuxièmes se qualifiant pour les quarts de finale. 

### Retraits
Plusieurs équipes se retirent de la compétition : la minorité slovène d'Italie, les Lemkos d'Ukraine, les Valaques de Macédoine. Les Aroumains connaissent un problème de visa mais parviendront à le résoudre er participeront au tournoi. À la suite de ces désistements, les groupes B et C sont réunis pour former le groupe B/C constitué exceptionnellement de 5 équipes.

### Réactions
L'ensemble des matchs est suivi par 20000 spectateurs. Les organisateurs considèrent la première édition de l'Europeada comme un grand succès. 
Le concept des minorités linguistiques européennes ayant reçu un accueil favorable et une large couverture médiatique dans de nombreux pays, la compétition va devenir permanente et organisée tous les 4 ans.
L'équipe du Tyrol du Sud devient la première championne de l'Europeada, battant en finale les Croates de Serbie par le score de 1 à 0,,.

## Participants
| Groupe A                                                                  | Groupe B/C                                                               | Groupe D                                                                        | Groupe E                                             |
| ------------------------------------------------------------------------- | ------------------------------------------------------------------------ | ------------------------------------------------------------------------------- | ---------------------------------------------------- |
| - Allemands de Pologne - Rhétie - Gallois - Minorité allemande de Hongrie | - Karatchaïs - Tyrol du Sud - Danois d’Allemagne, - Aroumains - Catalans | - Roms de Hongrie - Croates de Serbie - Allemands du Danemark - Frisons du nord | - Sorabes - Occitanie - Cimbre - Croates de Roumanie |

## Tournoi

### Phase de groupes

#### Groupe A

##### Classements et résultats
| Équipe                        | J | V | N | D | BM | BE | DB | Pts |
| ----------------------------- | - | - | - | - | -- | -- | -- | --- |
| Allemands de Pologne          | 3 | 3 | 0 | 0 | 9  | 1  | +8 | 9   |
| Rhétie                        | 3 | 2 | 0 | 1 | 10 | 4  | +6 | 6   |
| Gallois                       | 3 | 0 | 1 | 2 | 3  | 9  | -6 | 1   |
| Minorité allemande de Hongrie | 3 | 0 | 1 | 2 | 4  | 12 | -8 | 1   |

| 1er juin 2008 | Rhétie    | 5 – 1 | Minorité allemande de Hongrie | District de Surselva Suisse |  |
|               |           |       |                               |                             |  |
|               | (Rapport) |       |                               |                             |  |

| 1er juin 2006 | Allemands de Pologne | 2 – 0 | Gallois | District de Surselva Suisse |  |
|               |                      |       |         |                             |  |
|               | (Rapport)            |       |         |                             |  |

| 2 juin 2008 | Rhétie    | 4 – 0 | Gallois | District de Surselva Suisse |  |
|             |           |       |         |                             |  |
|             | (Rapport) |       |         |                             |  |

| 2 juin 2008 | Allemands de Pologne | 4 – 0 | Minorité allemande de Hongrie | District de Surselva Suisse |  |
|             |                      |       |                               |                             |  |
|             | (Rapport)            |       |                               |                             |  |

| 3 juin 2008 | Gallois   | 3 – 3 | Minorité allemande de Hongrie | District de Surselva Suisse |  |
|             |           |       |                               |                             |  |
|             | (Rapport) |       |                               |                             |  |

| 3 juin 2008 | Allemands de Pologne | 3 – 1 | Rhétie | District de Surselva Suisse |  |
|             |                      |       |        |                             |  |
|             | (Rapport)            |       |        |                             |  |

#### Groupe B/C

##### Classements et résultats
| Équipe             | J | V | N | D | BM | BE | DB  | Pts |
| ------------------ | - | - | - | - | -- | -- | --- | --- |
| Tyrol du Sud       | 3 | 3 | 0 | 0 | 13 | 1  | +12 | 9   |
| Danois d’Allemagne | 3 | 2 | 0 | 1 | 21 | 5  | +17 | 6   |
| Aroumains          | 3 | 2 | 0 | 1 | 25 | 4  | +21 | 6   |
| Karatchaïs         | 3 | 0 | 0 | 3 | 3  | 19 | -16 | 0   |
| Catalans           | 2 | 0 | 0 | 2 | 1  | 34 | -33 | 0   |

| 1er juin 2008 | Tyrol du Sud                   | 3 – 0 | Aroumains | District de Surselva Suisse |
|               | Thomas Bachlechner 16e 51e 58e |       |           |                             |
|               | (Rapport)                      |       |           |                             |

| 1er juin 2008 | Danois d’Allemagne | 15 – 1 | Catalans | District de Surselva Suisse |  |
|               |                    |        |          |                             |  |
|               | (Rapport)          |        |          |                             |  |

| 2 juin 2008 | Tyrol du Sud                                                | 3 – 0 | Danois d’Allemagne | District de Surselva Suisse |
|             | Alex Ribul 31e · Thomas Bachlechner 79e · Hansjörg Mair 86e |       |                    |                             |
|             | (Rapport)                                                   |       |                    |                             |

| 2 juin 2008 | Aroumains | 6 – 1 | Karatchaïs | District de Surselva Suisse |  |
|             |           |       |            |                             |  |
|             | (Rapport) |       |            |                             |  |

| 3 juin 2008 | Aroumains | 19 – 0 | Catalans | District de Surselva Suisse |  |
|             |           |        |          |                             |  |
|             | (Rapport) |        |          |                             |  |

| 3 juin 2008 | Tyrol du Sud                                                                                | 7 – 1 | Karatchaïs   | District de Surselva Suisse |  |
|             | Hannes Gatterer 6e · Hansjörg Mair 23e 34e 39e · Christian Rainer 46e 76e · Hannes Kiem 86e |       | 70e Zacharow |                             |  |
|             | (Rapport)                                                                                   |       |              |                             |  |

| 4 juin 2008 | Danois d’Allemagne | 6 – 1 | Karatchaïs | District de Surselva Suisse |  |
|             |                    |       |            |                             |  |
|             | (Rapport)          |       |            |                             |  |

#### Groupe D

##### Classements et résultats
| Équipe                | J | V | N | D | BM | BE | DB  | Pts |
| --------------------- | - | - | - | - | -- | -- | --- | --- |
| Roms de Hongrie       | 3 | 3 | 0 | 0 | 51 | 1  | +50 | 9   |
| Croates de Serbie     | 3 | 2 | 0 | 1 | 33 | 5  | +29 | 6   |
| Allemands du Danemark | 3 | 1 | 0 | 2 | 20 | 19 | +1  | 3   |
| Frisons du nord       | 3 | 0 | 0 | 3 | 7  | 86 | -79 | 0   |

| 1er juin 2008 | Allemands du Danemark | 19 – 4 | Frisons du nord | District de Surselva Suisse |  |
|               |                       |        |                 |                             |  |
|               | (Rapport)             |        |                 |                             |  |

| 1er juin 2008 | Roms de Hongrie | 2 – 0 | Croates de Serbie | District de Surselva Suisse |  |
|               |                 |       |                   |                             |  |
|               | (Rapport)       |       |                   |                             |  |

| 2 juin 2008 | Croates de Serbie | 12 – 1 | Allemands du Danemark | District de Surselva Suisse |  |
|             |                   |        |                       |                             |  |
|             | (Rapport)         |        |                       |                             |  |

| 2 juin 2008 | Roms de Hongrie | 46 – 1 | Frisons du nord | District de Surselva Suisse |  |
|             |                 |        |                 |                             |  |
|             | (Rapport)       |        |                 |                             |  |

| 3 juin 2008 | Croates de Serbie | 21 – 2 | Frisons du nord | District de Surselva Suisse |  |
|             |                   |        |                 |                             |  |
|             | (Rapport)         |        |                 |                             |  |

| 3 juin 2008 | Roms de Hongrie | 3 – 0 | Allemands du Danemark | District de Surselva Suisse |  |
|             |                 |       |                       |                             |  |
|             | (Rapport)       |       |                       |                             |  |

#### Groupe E

##### Classements et résultats
| Équipe              | J | V | N | D | BM | BE | DB | Pts |
| ------------------- | - | - | - | - | -- | -- | -- | --- |
| Sorabes             | 3 | 2 | 1 | 0 | 6  | 2  | +4 | 7   |
| Occitanie           | 3 | 2 | 0 | 1 | 8  | 3  | +5 | 6   |
| Cimbre              | 3 | 0 | 2 | 1 | 1  | 2  | -1 | 2   |
| Croates de Roumanie | 3 | 0 | 1 | 2 | 1  | 9  | -8 | 1   |

| 1er juin 2008 | Occitanie | 2 – 1 | Cimbre | District de Surselva Suisse |  |
|               |           |       |        |                             |  |
|               | (Rapport) |       |        |                             |  |

| 1er juin 2008 | Sorabes   | 4 – 1 | Croates de Roumanie | District de Surselva Suisse |  |
|               |           |       |                     |                             |  |
|               | (Rapport) |       |                     |                             |  |

| 2 juin 2008 | Sorabes   | 2 – 1 | Occitanie | District de Surselva Suisse |  |
|             |           |       |           |                             |  |
|             | (Rapport) |       |           |                             |  |

| 2 juin 2008 | Cimbre    | 0 – 0 | Croates de Roumanie | District de Surselva Suisse |  |
|             |           |       |                     |                             |  |
|             | (Rapport) |       |                     |                             |  |

| 3 juin 2008 | Occitanie | 5 – 0 | Croates de Roumanie | District de Surselva Suisse |  |
|             |           |       |                     |                             |  |
|             | (Rapport) |       |                     |                             |  |

| 3 juin 2008 | Cimbre    | 0 – 0 | Sorabes | District de Surselva Suisse |  |
|             |           |       |         |                             |  |
|             | (Rapport) |       |         |                             |  |

### Match de classement
| 4 juin 2008 | Rhétie    | 5 – 0 | Catalans | District de Surselva Suisse |  |
|             |           |       |          |                             |  |
|             | (Rapport) |       |          |                             |  |

### Phase à élimination directe
|  | Quarts de finale              | Quarts de finale              |                               |                               | Demi-finales                  | Demi-finales                  |   |  | Finale                        | Finale                        |
|  | Quarts de finale              | Quarts de finale              |                               |                               | Demi-finales                  | Demi-finales                  |   |  | Finale                        | Finale                        |
|  |                               |                               |                               |                               |                               |                               |   |  |                               |                               |
|  | 5 juin / District de Surselva | 5 juin / District de Surselva |                               |                               | 6 juin / District de Surselva | 6 juin / District de Surselva |   |  | 7 juin / District de Surselva | 7 juin / District de Surselva |
|  | 5 juin / District de Surselva | 5 juin / District de Surselva |                               |                               | 6 juin / District de Surselva | 6 juin / District de Surselva |   |  | 7 juin / District de Surselva | 7 juin / District de Surselva |
|  | Croates de Serbie             | 2                             |                               |                               | 6 juin / District de Surselva | 6 juin / District de Surselva |   |  | 7 juin / District de Surselva | 7 juin / District de Surselva |
|  | Croates de Serbie             | 2                             |                               |                               | 6 juin / District de Surselva | 6 juin / District de Surselva |   |  | 7 juin / District de Surselva | 7 juin / District de Surselva |
|  | Allemands de Pologne          | 0                             |                               |                               | 6 juin / District de Surselva | 6 juin / District de Surselva |   |  | 7 juin / District de Surselva | 7 juin / District de Surselva |
|  | Allemands de Pologne          | 0                             | Croates de Serbie             | 5                             |                               |                               |   |  | 7 juin / District de Surselva | 7 juin / District de Surselva |
|  | 5 juin / District de Surselva |                               | Croates de Serbie             | 5                             |                               |                               |   |  | 7 juin / District de Surselva | 7 juin / District de Surselva |
|  |                               | Danois d’Allemagne            | 1                             |                               |                               |                               |   |  | 7 juin / District de Surselva | 7 juin / District de Surselva |
|  | Danois d’Allemagne            | Danois d’Allemagne            | 1                             | 3                             |                               |                               |   |  | 7 juin / District de Surselva | 7 juin / District de Surselva |
|  | Danois d’Allemagne            |                               |                               | 3                             |                               |                               |   |  | 7 juin / District de Surselva | 7 juin / District de Surselva |
|  | Sorabes                       | 1                             |                               |                               |                               |                               |   |  | 7 juin / District de Surselva | 7 juin / District de Surselva |
|  | Sorabes                       | 1                             | Tyrol du Sud                  | 1                             |                               |                               |   |  |                               |                               |
|  | 5 juin / District de Surselva |                               | Tyrol du Sud                  | 1                             |                               |                               |   |  |                               |                               |
|  |                               | Croates de Serbie             | 0                             |                               |                               |                               |   |  |                               |                               |
|  | Roms de Hongrie               | Croates de Serbie             | 0                             | 5                             |                               |                               |   |  |                               |                               |
|  | Roms de Hongrie               | 6 juin / District de Surselva |                               | 5                             |                               |                               |   |  |                               |                               |
|  | Rhétie                        | 1                             |                               |                               |                               |                               |   |  |                               |                               |
|  | Rhétie                        | 1                             | Tyrol du Sud                  | 4                             |                               |                               |   |  |                               |                               |
|  | 5 juin / District de Surselva | 5 juin / District de Surselva | Tyrol du Sud                  | 4                             | Match pour la 3e place        | Match pour la 3e place        |   |  |                               |                               |
|  | 5 juin / District de Surselva | 5 juin / District de Surselva |                               | Roms de Hongrie               | Match pour la 3e place        | Match pour la 3e place        | 0 |  |                               |                               |
|  | Tyrol du Sud                  | 2                             | 7 juin / District de Surselva | 7 juin / District de Surselva |                               |                               | 0 |  |                               |                               |
|  | Tyrol du Sud                  | 2                             | 7 juin / District de Surselva | 7 juin / District de Surselva |                               |                               |   |  |                               |                               |
|  | Occitanie                     | 0                             |                               | Roms de Hongrie               | 9                             |                               |   |  |                               |                               |
|  | Occitanie                     | 0                             |                               | Roms de Hongrie               | 9                             |                               |   |  |                               |                               |
|  |                               |                               |                               |                               |                               |                               |   |  | Danois d’Allemagne            | 0                             |
|  |                               |                               |                               |                               |                               |                               |   |  | Danois d’Allemagne            | 0                             |

#### Quart de finale
| 5 juin 2008 | Croates de Serbie | 2 – 0 | Allemands de Pologne | District de Surselva Suisse |  |
|             |                   |       |                      |                             |  |
|             | (Rapport)         |       |                      |                             |  |

| 5 juin 2008 | Roms de Hongrie | 5 – 1 | Rhétie | District de Surselva Suisse |  |
|             |                 |       |        |                             |  |
|             | (Rapport)       |       |        |                             |  |

| 5 juin 2008 | Danois d’Allemagne | 3 – 1 | Sorabes | District de Surselva Suisse |  |
|             |                    |       |         |                             |  |
|             | (Rapport)          |       |         |                             |  |

| 5 juin 2008 | Tyrol du Sud               | 2 – 0 | Occitanie | District de Surselva Suisse |
|             | Thomas Bachlechner 28e 80e |       |           |                             |
|             | (Rapport)                  |       |           |                             |

#### Demi-finale
| 6 juin 2008 | Croates de Serbie | 5 – 1 | Danois d’Allemagne | District de Surselva Suisse |  |
|             |                   |       |                    |                             |  |
|             | (Rapport)         |       |                    |                             |  |

| 6 juin 2008 | Tyrol du Sud                                     | 4 – 0 | Roms de Hongrie | District de Surselva Suisse |
|             | Harald Kiem 32e · Thomas Bachlechner 40e 56e 79e |       |                 |                             |
|             | (Rapport)                                        |       |                 |                             |

### Tableau finale

#### Troisième place
| 7 juin 2008 | Roms de Hongrie | 9 – 0 | Danois d’Allemagne | District de Surselva Suisse |  |
|             |                 |       |                    |                             |  |
|             | (Rapport)       |       |                    |                             |  |

#### Finale
| 7 juin 2008 | Tyrol du Sud                | 1 – 0 | Croates de Serbie | District de Surselva Suisse |
|             | Thomas Bachlechner (en) 73e |       |                   |                             |
|             | (Rapport)                   |       |                   |                             |

| Champion Europeada 2008    |
| -------------------------- |
| Tyrol du Sud Premier titre |